# Mazaye
Mazaye – miejscowość i gmina we Francji, w regionie Owernia-Rodan-Alpy, w departamencie Puy-de-Dôme.
Według danych na rok 1990 gminę zamieszkiwało 537 osób, a gęstość zaludnienia wynosiła 25 osób/km² (wśród 1310 gmin Owernii Mazaye plasuje się na 389. miejscu pod względem liczby ludności, natomiast pod względem powierzchni na miejscu 405.).